# Amata simplex
Amata simplex là một loài bướm đêm thuộc phân họ Arctiinae, họ Erebidae.